# Shilpa Shirodkar
Shilpa Shirodkar (20 de noviembre de 1969) es una actriz y modelo india que estuvo activa en el ambiente de las películas de Bollywood entre 1989 y 2000. Después de 13 años de inactividad, regresó a la actuación, esta vez en la serie de televisión Zee Ek Mutthi Aasmaan en 2013.

## Carrera
Shilpa Shirodkar hizo su debut en la película de Ramesh Sippy Bhrashtachar (1989), con Mithun Chakraborty y Rekha, en la que interpretó el papel de una niña ciega. Protagonizó junto a Anil Kapoor la exitosa película de 1990 Kishen Kanhaiya. Apareció en varias películas de éxito como Trinetra (1991), Hum (1991), Khuda Gawah (1992), Aankhen (1993), Pehchaan (1993), Gopi Kishan (1994), Bewafa Sanam (1995) y Mrityudand (1997). Su última aparición en el cine fue en la película de 2000 Gaja Gamini. Fue nominada para el Premio Filmfare a la Mejor Actriz de Reparto por Khuda Gawah. Shilpa actuó en nueve películas con Mithun Chakraborty, algo que los fanáticos apreciaron con su aporte en taquilla.
Tomó un descanso de 13 años del mundo del espectáculo para criar a su familia y en 2013 regresó a la actuación, esta vez en televisión. Cambió su residencia a Bombay y comenzó a rodar en el suburbio de Delhi una nueva producción de Zee TV Ek Mutthi Aasmaan, basada en la vida de los ayudantes domésticos. La serie finalizó en 2014. Su segunda serie de televisión, Silsila Pyar Ka, comenzó a transmitirse en Star Plus el 4 de enero de 2016. Actualmente aparece en la serie Savitri Devi College & Hospital.